# Ghoulam Mouhammad Khan
Ghoulam Mouhammad Khan (mort en 1911) fut un prince moghol de la famille des Khudakka, branche de la dynastie afghane des Durrani.
Ghoulam était le second des trois fils de Mouhammad Bahram Khan. En 1858, il fut exilé avec son père en Arabie, à la suite de la Révolte des Cipayes. Mort en 1911, il laissa cinq fils :
- Rab Niwaz Khan (mort en 1922) ;
- Ahmad Niwaz Khan. Père de deux fils ;
- Mouhammad Nawaz Khan. Père d'un fils unique ;
- Majar Niwaz Khan ;
- Karim Niwaz Khan.